# Ancistrus aguaboensis
Espèce
Ancistrus aguaboensis est une espèce de poissons-chats de la famille des Loricariidae. Ce poisson dépasse rarement les six centimètres. Il serait uniquement présent dans la partie haute du rio Tocantins au Brésil.

## Systématique
L'espèce Ancistrus aguaboensis a été décrite en 2001 par Sonia Fisch-Muller (d), Rosana Mazzoni (d) & Claude Weber,.

## Répartition et habitat
Ancistrus aguaboensis est un poisson d'eau douce qui se rencontre en Amérique du Sud dans la partie supérieure du rio Tocantins.

## Description
Les mâles peuvent atteindre 6,7 cm de longueur totale.

## Publication originale
- (en) Sonia Fisch-Muller, Rosana Mazzoni et Claude Weber, « Genetic and morphological evidences for two new sibling species of Ancistrus (Siluriformes: Loricariidae) in upper rio Tocantins drainage, Brazil », Ichthyological Exploration of Freshwaters, Verlag Dr. Friedrich Pfeil (d), vol. 12, no 4,‎ 2001, p. 289-304 (ISSN 0936-9902).